# Cyril Barthe
Cyril Barthe (Sauveterre-de-Béarn, 14 febbraio 1996) è un ciclista su strada francese che corre per il team Groupama-FDJ; è professionista dal 2018.

## Palmarès

### Strada
- 2017 (Fundación Euskadi-EDP, tre vittorie)

1ª tappa Volta a Portugal do Futuro (Oliveira de Azeméis > Oliveira do Hospital)
3ª tappa Volta a Portugal do Futuro (Tondela > Sabugal)
Antzuola Saria
- 2018 (Euskadi-Murias, due vittorie)

2ª tappa Grande Prémio Internacional de Torres Vedras-Troféu Joaquim Agostinho (Ventosa > Sobral de Monte Agraço)
Campionati francesi, Prova in linea Under-23
- 2023 (Burgos-BH, una vittoria)

3ª tappa Volta ao Alentejo (Vendas Novas > Estremoz)

#### Altri successi
- 2018 (Euskadi-Murias)

Classifica giovani Grande Prémio de Portugal Nacional 2
- 2025 (Groupama-FDJ)

Classifica a punti Route d'Occitanie

## Piazzamenti

### Grandi Giri
- Giro d'Italia

2024: 72º
- Tour de France

2020: 96º
2021: 88º
2022: 79º
- Vuelta a España

2019: 86º
2023: 108º

### Classiche monumento
- Giro delle Fiandre

2020: 66º
2021: 48º
- Parigi-Roubaix

2025: 98º

### Competizioni mondiali
- Campionati del mondo

Innsbruck 2018 - In linea Under-23: ritirato